# Film a doba
Film a doba je odborný časopis věnovaný českému i světovému filmu a kinematografii. Jedná se o nejstarší český filmový časopis, který vychází od roku 1955 do současnosti.

## Popis
Časopis Film a doba je označován jako „kritický čtvrtletník o filmu, který sleduje a přináší reflexi dění v oboru.“ Na jeho obsahu se tradičně podílejí přední filmoví kritici a recenzenti, časopis pravidelně nabízí rozhovory s filmovými tvůrci, recenze a reflexe filmů, ale i odborných knih, profily národních kinematografií nebo exkurze do filmové historie. V 60. letech byl časopis svobodnou a kritickou tribunou, ve které byly publikovány mimo jiné ukázky scénářů významných tvůrců, jako Jaromila Jireše, Evalda Schorma, Karla Kachyňi nebo Věry Chytilové. Mnozí filmoví tvůrci také publikovali své stati, deníky, glosy a poznámky k filmům. Časopis je zařazen mezi prestižní časopisy Federací světových filmových archivů (FIAF).

## Historie
Film a doba vychází kontinuálně od roku 1955, od 50. let do 90. let vycházel jako měsíčník. Časopis zejména v 60. letech sehrával roli kritické tribuny, která pomohla vytvořit fenomén tzv. československé nové vlny. Mezi přední autory patřili historici Jaroslav Brož, Antonín Novák (píšící pod pseudonymem Jan Žalman), Jan Kliment, Galina Kopaněva nebo Eva Zaoralová. V 90. letech se časopis díky nově nabité svobodě dostal do kritické finanční situace, jelikož ztratil vydavatele. Tím bylo od počátku státní nakladatelství Orbis. Seskupení novinářů v čele s Evou Zaoralovou, Janem Svobodou a Stanislavem Ulverem se rozhodlo založit občanské sdružení, které časopis vydává dodnes.

## Redakce
- Šéfredaktor: Jan Křipač
- Výkonný redaktor: Michal Kříž
- Redakce: Štěpánka Ištvánková, Martin Šrajer
- Redakční rada: Michal Bregant, Jan Bernard, Petr Gajdošík, Saša Gedeon, Pavel Horáček, Milan Klepikov, Karel Och, Alena Prokopová, Zdena Škapová

## Zajímavosti
- na grafické podobě časopisu se v 60. a 70. letech podíleli mimo jiné scenárista Jiří Brdečka a výtvarník Jiří Šalamoun